# Churchman Brook Dam
Churchman Brook Dam är en dammbyggnad i Australien. Den ligger i kommunen Armadale och delstaten Western Australia, omkring 30 kilometer sydost om delstatshuvudstaden Perth. Churchman Brook Dam ligger 196 meter över havet.
Runt Churchman Brook Dam är det ganska tätbefolkat, med 100 invånare per kvadratkilometer.. Närmaste större samhälle är Armadale, nära Churchman Brook Dam. 
I omgivningarna runt Churchman Brook Dam växer huvudsakligen savannskog. Genomsnittlig årsnederbörd är 951 millimeter. Den regnigaste månaden är september, med i genomsnitt 168 mm nederbörd, och den torraste är februari, med 12 mm nederbörd.